# Pamphobeteus jamacoaque
Espèce
Pamphobeteus jamacoaque est une espèce d'araignées mygalomorphes de la famille des Theraphosidae.

## Distribution
Cette espèce est endémique de la province de Manabí en Équateur,. Elle se rencontre vers Jama .

## Description
Le mâle holotype mesure 53,7 mm et la femelle paratype 57,6 mm.

## Systématique et taxinomie
Cette espèce a été décrite par Sherwood, Gabriel, Peñaherrera-R., Léon-E., Cisneros-Heredia, Brescovit et Lucas en 2023.

## Étymologie
Cette espèce est nommée en l'honneur de la culture Jama Coaque. 

## Publication originale
- Sherwood, Gabriel, Peñaherrera-R., Léon-E., Cisneros-Heredia, Brescovit & Lucas, 2023 : « Pamphobeteus Pocock, 1901: redescriptions, new species and records, description of a missing sex, with taxonomic notes and changes in Megaphobema Pocock, 1901 (Araneae: Theraphosidae). » Arachnology, vol. 19, no 6, p. 894-930.